# Григорович И-2
Григорович И-2 (рус. Григорович И-2) је совјетски ловачки авион. Први лет авиона је извршен 1924. године. 

Највећа брзина авиона при хоризонталном лету је износила 235 km/h.
Распон крила авиона је био 10,80 метара, а дужина трупа 7,32 метара. Празан авион је имао масу од 1152 килограма. Нормална полетна маса износила је око 1575 килограма. Био је наоружан са два митраљеза калибра 7,62 mm.

## Наоружање
| Наоружање авиона: Григорович И-2 |      |
| Ватрено (стрељачко) наоружање    |      |
| Топ                              |      |
| Митраљез                         |      |
| Број и ознака митраљеза          | 2    |
| Калибар                          | 7,62 |
| Бомбардерско наоружање (бомбе)   |      |
| Ракетно наоружање (ракете)       |      |